# Ray Warleigh
Ray Warleigh (28. září 1938, Sydney – 21. září 2015) byl australský saxofonista a flétnista. V roce 1960 se přestěhoval do Anglie, kde pracoval převážně jako studiový hudebník. Při několika příležitostech spolupracoval se skupinou Soft Machine: v roce 1974 hrál na jejím albu Bundles a o šest let později pak na Land of Cockayne. Během své kariéry spolupracoval i s dalšími hudebníky, mezi které patří například Alexis Korner, Keef Hartley, The Sallyangie, Nick Drake, Bert Jansch nebo Marc Ellington.

## Sólová diskografie
- Ray Warleigh's First Album (1968)
- Reverie (1977)
- One Way (1978)
- Rue victor massé (2009)